# Елена Драпеко
Елена Григориевна Драпеко (родена на 29 октомври 1948 г.) е руска театрална и филмова актриса, участвала в повече от 30 филма и телевизионни предавания от 1972 г. Член на Държавната дума от 2000 г.

## Политическа кариера
На 19 декември 1999 г. Драпеко е избрана в Държавната дума на Руската федерация от III свикване от Комунистическата партия на Руската федерация във федералния окръг.
На 7 декември 2003 г. тя става депутат в Държавната дума на Руската федерация от IV свикване по листата на Комунистическата партия. През 2004 г. е изключена от Комунистическата партия, остава независим депутат. В началото на 2007 г. се присъединява към фракцията „Родина“ на Генадий Семигин в Народно-патриотичния съюз, а в средата на 2007 г. се присъединява към фракцията „Справедлива Русия – Родина“ на Александър Бабаков.
На 2 декември 2007 г. е избрана в Държавната дума на Руската федерация от партия „Справедлива Русия“.

## Санкции
На 29 ноември 2022 г., по време на руската инвазия в Украйна през 2022 г., тя заявява, че Украйна като отделна държава не съществува, че Украйна е руска, че украинският народ би спечелил от руско превземане и че е изненадващо, че западните страни помагат на Украйна срещу руската атака.
През декември 2022 г. Европейският съюз налага санкции на Драпеко.

## Избрана филмография
| Заглавие                             | От   | Роля              |
| ------------------------------------ | ---- | ----------------- |
| А утрините тук са тихи               | 1972 | Лиза Бричкина     |
| Крахът на инженер Гарин              | 1973 | хотелски служител |
| Вечното зов                          | 1973 | Вера Инютина      |
| И мълчахме...                        | 1977 | Манефа Барабанова |
| Стари приятели                       | 1977 | Дуся Рязанова     |
| Човекът на пробива                   | 1979 | Валя              |
| Времето на летните гръмотевични бури | 1980 |                   |
| Тихи тройки                          | 1980 | Галина Сергиевна  |
| Смелост                              | 1981 |                   |
| Не избираш родителите си             | 1982 | Катя              |
| За самотните е осигурен хостел       | 1983 | Нина              |
| Снимка за спомен                     | 1985 | майката на Колка  |
| На прохода                           | 1986 | Валя              |
| Соня – Златната писалка              | 2007 | старши бодигард   |